# Royaume de Lombardie-Vénétie
1815–1866
Entités précédentes :
- Royaume d'Italie (Napoléon Ier)

Entités suivantes :
- Second Empire (temporairement)
- Royaume d'Italie (Maison de Savoie)

Le royaume de Lombardie-Vénétie (italien : Regno Lombardo-Veneto) est un État dépendant de l'empire d'Autriche, créé en 1815 lors du congrès de Vienne, après la chute de l'empereur Napoléon Ier et l'effondrement du royaume d'Italie qu'il avait établi en 1805.
En 1859, dans le cadre des guerres pour l'unification de l'Italie, le royaume de Lombardie-Vénétie est amputé par Victor-Emmanuel II, roi de Sardaigne, de la Lombardie sauf la province de Mantoue ; en 1866, le reste du territoire est annexé par le nouveau royaume d'Italie.

## Histoire du royaume

### La défaite napoléonienne en Italie
Le 20 août 1813, l’Autriche déclare la guerre à la France, affaiblie par la désastreuse campagne de Russie et abandonnée par la confédération du Rhin. Elle constitue une armée pour envahir l'Italie, confiée au feld-maréchal Heinrich Johann de Bellegarde ; cette armée est battue par celle du vice-roi Eugène de Beauharnais lors de la bataille du Mincio le 8 février 1814.
Dans les deux mois qui suivent, la position de Beauharnais se dégrade sensiblement en raison :
- de l'alliance, le 11 janvier, du royaume de Naples de Joachim Murat avec l'Autriche ;
- du succès de l'offensive austro-prussienne sur la France qui conduit à l'occupation de Paris le 31 mars et à l'abdication de Napoléon, le 6 avril ;
- d'une conjuration anti-française à Milan qui, soutenue par la noblesse milanaise, saccage le Sénat le 20 avril et lynche le ministre Giuseppe Prina.

Cette situation de plus en plus précaire oblige le vice-roi à signer le 23 avril à Mantoue la capitulation du royaume : il laisse son armée, 45 000 hommes en armes, victorieuse à Mincio, aux ordres de Heinrich Johann de Bellegarde et part le 27 pour Munich. Le 26 avril, le commissaire autrichien Annibal Sommariva prend possession de la Lombardie au nom du feld-maréchal Bellegarde et, le 28 avril, Milan est occupée par 17 000 soldats autrichiens.
Le 25 mai, Bellegarde dissout la régence du royaume d'Italie qui cesse d'exister et assume les pouvoirs comme Commissaire plénipotentiaire des provinces autrichiennes en Italie au nom du nouveau souverain, l’empereur François Ier. Le 12 juin, il prend la charge de gouverneur général après l'annexion de la Lombardie à l'empire, le même jour.

### La genèse du royaume
Selon les plans des puissances victorieuses, la chute de Napoléon aurait dû ramener à la situation géopolitique de l'Europe d'avant 1789, mais l'ampleur des changements de la conquête française nécessite l'ouverture à Vienne d'un grand congrès pour le réaménagement de l'Europe.
L’Autriche peut annexer de nouveau sous son autorité directe les territoires italiens qui lui appartenaient depuis longue date : Trente, Trieste et Gorizia, mais aussi par décret impérial du 7 juin le duché de Milan (Milan, Côme, Pavie, Lodi, Crémone) et le duché de Mantoue où elle avait été influente, et en plus, conformément au traité de Campo-Formio (1797), les territoires de l'ancienne république de Venise. L'annexion à l'Empire autrichien est acceptée par les puissances victorieuses lors du congrès de Vienne en échange de la renonciation des droits dynastiques des Habsbourgs sur les Pays-Bas catholiques (actuels Belgique et Luxembourg).
Pour comprendre l'utilité pour Vienne de cet échange, il faut rappeler l'argument classique de Carlo Cattaneo, lequel a toujours soutenu que de la Lombardie-Vénétie, Vienne tire « un tiers de l'impôt de l'empire, bien qu'elle ne constitue qu'un huitième de la population ». Giuseppe Martini synthétise la situation : « Les négociations s'ouvrent autour du problème de l'Italie, et comme en fit publiquement la promesse le congrès viennois commençant par un grand acte de justice, il statua que l'Autriche reprendrait en sa possession Milan et Mantoue, acquerrait les États vénitiens avec l'ajout de quelques territoires qui, par des antiques accords entre puissances italiennes, appartenaient un temps aux États de Parme et Ferrare, acquerrait en plus, non seulement les terres de la Valtellina avec le comté de Bormio et de Chiavenna, sites très opportuns pour les choses de la Suisse ».
Les territoires vénitiens sur la côte orientale de la mer Adriatique sont absorbés directement par l'Autriche alors que pour des raisons historiques d'autonomie, Milan et Venise bénéficient d'un gouvernement autonome. L'Autriche réorganise ces territoires en une entité administrative apparemment autonome. La solution choisie est de créer un unique royaume et deux gouvernements auquel est donné le nom de royaume lombard-vénitien.
Le nom est choisi après un long débat et non sans hésitation. Les Autrichiens et leurs alliés ne veulent pas conserver le nom choisi par Napoléon, le royaume d'Italie. Il est évident qu'est pris en considération la localisation Ost und West Italien (Italie orientale et occidentale) ainsi que l'österreichische Italien (Italie autrichienne). Les noms excessivement liés à une des deux capitales sont écartés notamment parce que Milan et Venise n'ont jamais été unis sous une couronne commune depuis la chute du royaume Lombard et qu'il n'existe aucun terme pour définir les deux territoires unifiés. On choisit donc un nom destiné à stimuler le rapprochement entre les populations lombardes et vénitiennes, mais qui fait aussi la démonstration de tout l'artifice de la nouvelle création administrative.

### La création du royaume

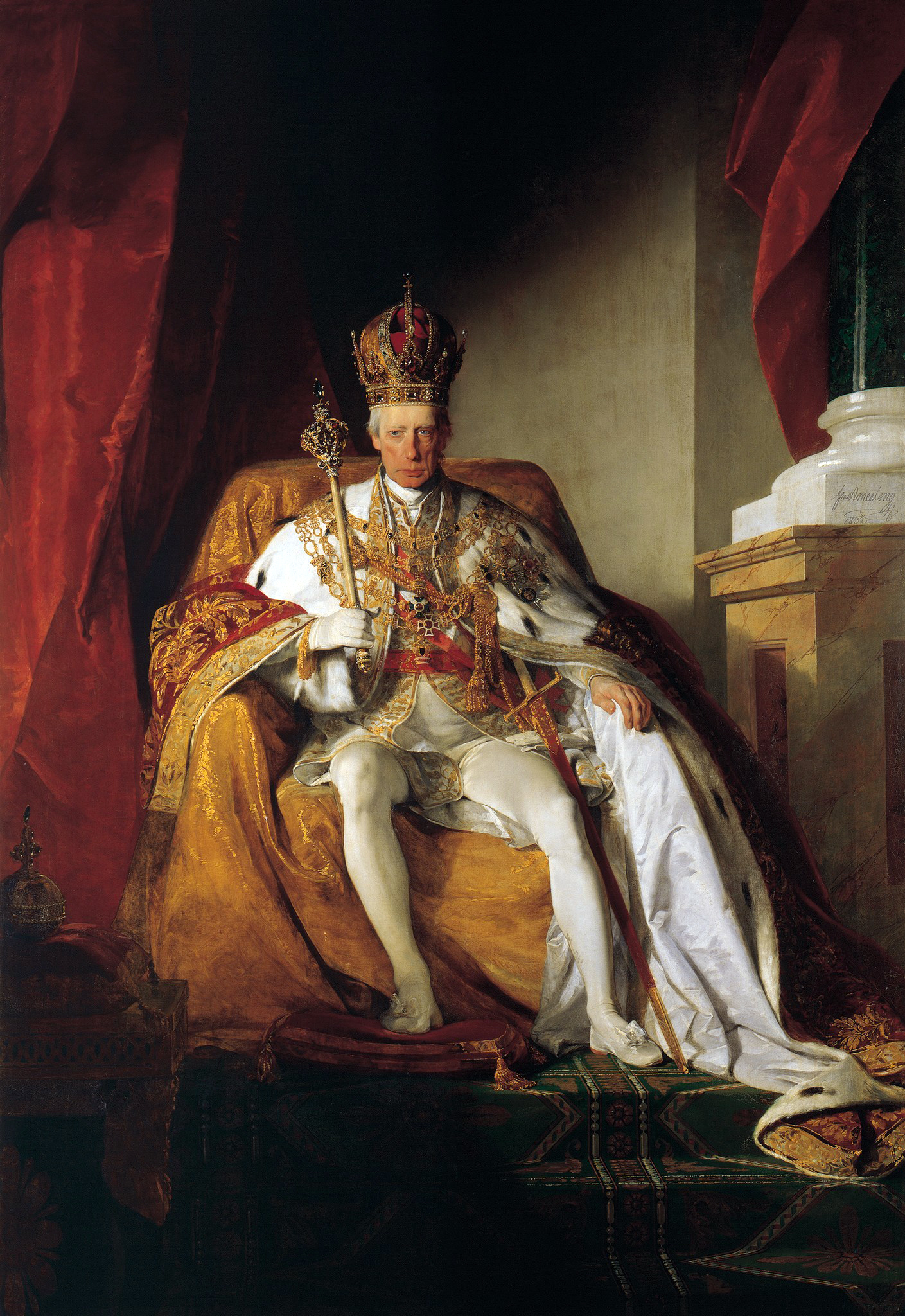
François Ier d'Autriche, premier souverain de Lombardie-Vénétie jusqu'à sa mort en 1835.

Le 7 avril 1815, la constitution des États autrichiens en Italie en un nouveau royaume de Lombardie-Vénétie est annoncée. Celui-ci est constitué sur les bases du traité de Vienne qui comprend les territoires du duché de Mantoue, Dogado, les Domini di Terraferma (« domaines de terre ferme ») de la république de Venise avec la Valteline appartenant déjà à la république des trois ligues, et une partie de la région de Ferrare, alors que le Stato da Màr (« État de la Mer »), appartenant à la Sérenissime en est exclu, car directement annexé dans les territoires de l'Empire, ainsi que le duché de Parme.
Le royaume est confié à François Ier, empereur d'Autriche et roi de la Lombardie-Vénétie. Le roi-empereur gouverne au travers d'un vice-roi en la personne du frère de l'empereur, l’archiduc Rainier d'Autriche (1783-1853), dont la résidence est à Milan et à Venise.
La Lombardie et la Vénétie, qui sont séparées par le Mincio, ont chacune leur propre gouvernement appelé conseil du gouvernement (Consiglio di Governo) confié à un gouverneur et à des administrations distinctes dites congrégations (Congregazioni Centrali), dont dépendent les administrations locales parmi lesquelles les congrégations provinciales (Congregazioni Provinciali) et les congrégations municipales (Congregazioni Municipali).
Les compétences du gouverneur, à travers le conseil du gouvernement, sont assez importantes et recouvrent la censure, l'administration générale du patrimoine et des impôts directs, la direction des écoles, des travaux publics, la nomination et le contrôle des congrégations provinciales. L'armée impériale assure, au cours de ces années, l'ordre public.
L’administration financière et de la police est soustraite au conseil du gouvernement pour dépendre directement du gouvernement impérial de Vienne qui agit au travers d'un magistrat de chambre (Magistrato camerale) (mont de Lombardie[Quoi ?], monnaie, loto, intendance des finances, caisse centrale, fabrication des tabacs et des explosifs, offices des taxes et des timbres, imprimerie royale, inspections des forêts et agence du sel), un office de la comptabilité et une direction générale de la police.
En notant l'importante centralisation du pouvoir entre les mains du gouverneur nommé par Vienne et du gouvernement impérial, on comprend le rôle marginal du vice-roi réduit à des tâches de représentation, celui-ci maintenant de splendides palais où se tient sa cour.

### La marginalisation de la noblesse locale
Toutes les autres charges du royaume sont le résultat d'une nomination royale et jamais élective. Elles sont en grandes parties confiées à des Austro-allemands, ce qui est le cas des gouverneurs, le plus souvent issus des officiers basés en Italie - bien que l'armée autrichienne respecte la composition hétérogène de la population de l'empire -, et du vice-roi. Par conséquent, des non-Italiens bénéficient du contrôle presque absolu sur la vie du royaume. Les propos lors d'une réunion de 1832 entre Paolo de Capitani, un noble lombard, et Metternich sont devenus célèbres : « Quelle nécessité y a-t-il à faire occuper tous les postes importants par des Tyroliens ou des sujets d'autres provinces ? ».
Aux « patriciens » locaux, italiens, il ne reste que l'administration des congrégations provinciales et municipales, donc des postes secondaires. Les congrégations municipales, par exemple, prennent en charge les édifices communaux, les églises paroissiales, les routes internes, les salaires des employés communaux et la police municipale.
Pour compléter le tout, les codes civils et pénaux entrent en vigueur le 1er janvier 1816 interdisant toute intervention italienne même au travers du conseil du gouvernement.

### La faiblesse intrinsèque du royaume

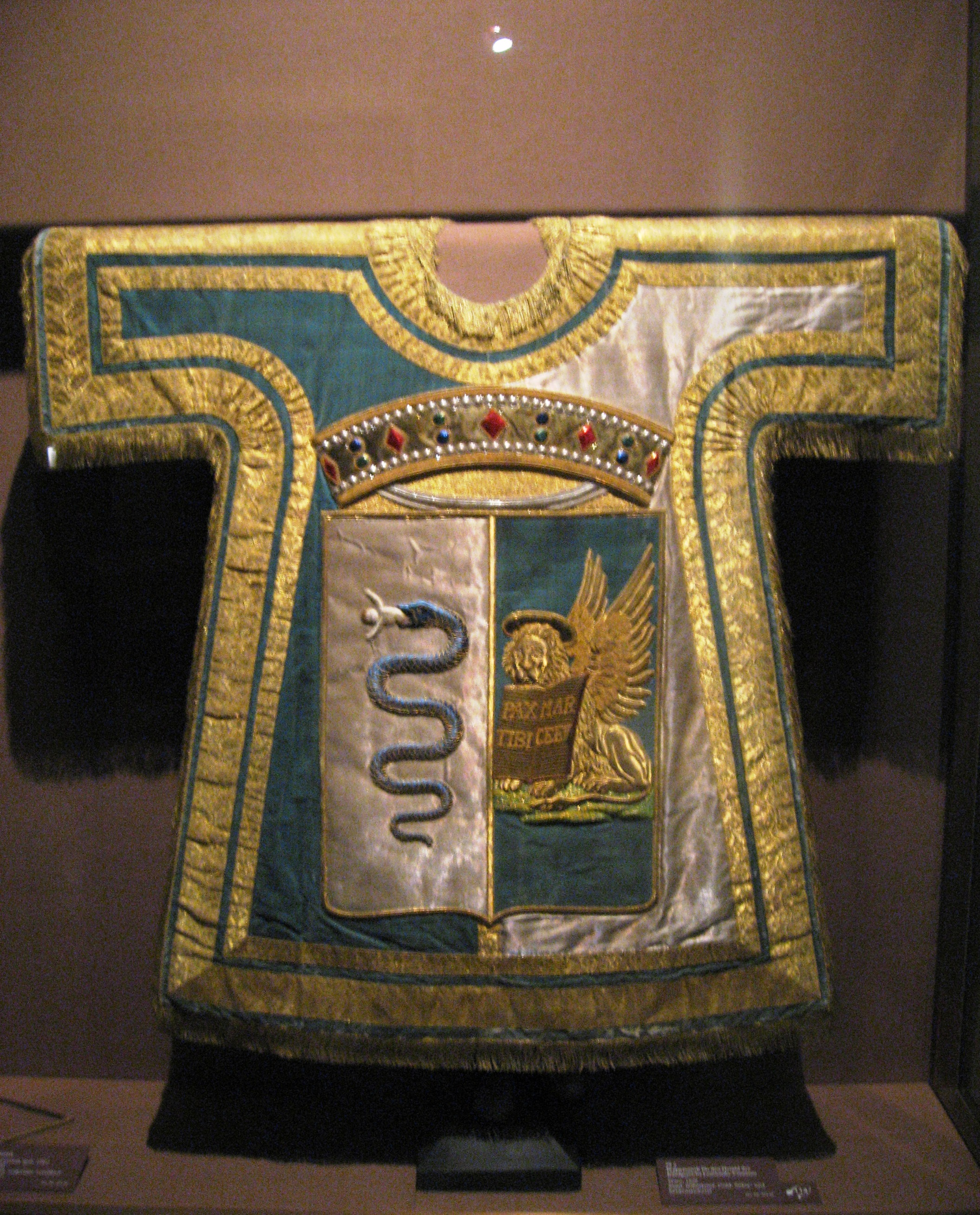
Tabard aux armes du royaume lombard-vénitien, conservé au Trésor impérial de Vienne.

La réunion des deux provinces ne satisfait pas les Milanais dont les relations économiques sont tournées vers le port de Gênes qui relève alors du royaume de Piémont-Sardaigne, alors que l'empire autrichien voulait développer le port de Trieste (à la place de Venise décadente), débouché naturel sur la mer Adriatique. Les Milanais accuseront Vienne, mais à tort, de retarder la liaison ferroviaire Venise-Milan et d'isoler ainsi la Lombardie.
Pour les sujets lombards et vénitiens, ce nouveau royaume apparait comme une « comédie », ceux-ci se rendant compte que le pouvoir est confié à un gouvernement viennois sous l'autorité austro-allemande. Les « Allemands » sont omniprésents et soustraient aux « patriciens » et aux intellectuels italiens les postes qui, dans un royaume réellement autonome, leur seraient revenus de droit.
Cette mainmise de l'Autriche est, pour les italiens, une aggravation de la situation par rapport à l'ancien royaume d'Italie. Celui-ci était en effet dirigé par un roi (Napoléon) et un vice-roi (Eugène de Beauharnais) français qui en avait fait un protectorat de Paris, mais qui bénéficiait d'une autonomie administrative presque totalement nationale, avec une armée nationale composée de nombreux officiers italiens.
En définitive, le gouvernement autrichien ne respecte pas les droits traditionnels de la Lombardie et de la Vénétie, et ne bénéficie donc d'aucune légitimité. Ces considérations sont à la base de l'instabilité permanente au moins jusqu'en 1820 et de la grande adhésion de l'élite et de la population lors de la guerre de libération.

### Déclin et fin du royaume
Au terme des cinq jours de Milan (du 18 au 22 mars 1848), les Autrichiens sont chassés de la capitale lombarde et de Venise. Les deux conseils du gouvernement sont respectivement remplacés par un gouvernement provisoire de Lombardie auto-proclamé et par l'instauration de la république de Saint-Marc.
Le 9 août 1848, avec l'armistice signé par Salasco à la suite de la victoire autrichienne des 24-25 juillet à Custoza sur les troupes sardes, se termine la première phase de la première guerre d'indépendance : Milan est réoccupée et le gouvernement provisoire de Lombardie est dissous. Les 22-23 mars 1849, Charles-Albert de Sardaigne est de nouveau battu lors de la bataille de Novare et il abdique en faveur de Victor-Emmanuel II. Le 24 août suivant, après un long siège, Venise se rend également aux Autrichiens.
Le royaume lombard-vénitien survit à la perte de la Lombardie (sauf Mantoue) après la seconde guerre d'indépendance de 1859, puis disparaît définitivement en 1866 à l'issue de la troisième guerre d'indépendance.

## Rois, vice-rois et gouverneurs
Souverains
- 1815-1835 : François Ier d'Autriche ;
- 1835-1848 : Ferdinand Ier d'Autriche ;
- 1848-1866 : François-Joseph Ier d'Autriche.

Vice-rois
- 7 mars 1816 - 3 janvier 1818 : l'archiduc Antoine Victor d'Autriche ;
- 3 janvier 1818 - 8 juin 1848 : l'archiduc Rainier d'Autriche ;
- 25 octobre 1849 - 6 septembre 1857 : la charge est confié provisoirement au gouverneur général général Joseph Radetzky ;
- 6 septembre 1857 - 20 avril 1859 : Maximilien d'Autriche ;
- 20 avril - 16 juin 1859 : général Ferencz Gyulai.

Les vice-rois ont dirigé le royaume par l'intermédiaire des gouverneurs ou des lieutenants suivants
| - en Lombardie : - 28 avril 1814 - 2 janvier 1816 : Heinrich Johann de Bellegarde ; - 2 janvier 1816 - 10 mai 1830 : Franz Josef Saurau (de) ; - 24 février 1818 - 3 mai 1830 : Giulio Strassoldo di Sotto (it) ; - 10 mai 1830 - décembre 1840 : Franz von Hartig ; - décembre 1840 - mai 1841 : Robert von Salm-Reifferscheidt-Raitz (it) ; - mai 1841 - 18 mars 1848 : Johann Baptist Spaur ; - 18 mars 1848 - 22 mars 1848 : Maximilian Karl Lamoral O'Donnell (in rappresentanza) ; - 23 mars 1848 - 6 août 1848 : interruption, le territoire est gouverné par Charles-Albert de Sardaigne ; - 6 août 1848 - 1er septembre 1848 : Felix von Schwarzenberg ; - 1-24 septembre 1848: Franz von Wimpffen ('in rappresentanza) ; - 25 septembre 1848 - 1849 : Alberto Montecuccoli-Laderchi (it) (in rappresentanza) ; - 1849-1850: Karl II Borromäus Philipp de Schwarzenberg (it) (in rappresentanza) ; - 10 janvier 1851 - 10 janvier 1857 : Michele Strassoldo-Grafenberg (it) : (avec le titre de lieutenant de la Lombardie) ; - 10 janvier 1857 - 1859 : Friedrich Moritz von Burger (it) ; | - en Vénétie : - 1814-1815 : Henri XV de Reuss-Plauen (en théorie, le royaume n'étant pas encore occupé) - 1815-1819 : Peter von Goëss ; - 1819-1820 : Ferdinand von Bissingen-Nippenburg (it) ; - 1820-1826 : Carlo Borromeo d'Inzaghi ; - 1826-1840 : Johann Baptist Spaur ; - 1840 - 22 mars 1848 : Aloys Pállfy de Erdöd (it) ; - 22 mars 1848 - avril 1848 : Ferdinand Zichy zu Zich von Vasonykeöy (de) ; - 23 mars 1848 - 24 août 1849 : coexistence de l'autorité de la république de Venise et de l'administration autrichienne ; - avril 1848 - 1849: Laval Nugent von Westmeath en qualité de commandant militaire faisant office de gouverneur civil ; - 24 août 1849 - octobre 1849 : Karl von Gorzowsky ; - octobre 1849 - 22 juillet 1850 : Stanislaus Anton Puchner (it) ; - 22 juillet 1850 - février 1855 : Chev. Georg Otto von Toggenburg-Sargans (it) ; - août 1855 - 6 février 1860 : Kajetan von Bissingen-Nippenburg ; - 9 février 1860 - 18 octobre 1866 : Chev. Georg Otto von Toggenburg-Sargans (it) (pour la seconde fois). |

## Administration locale
Les deux gouvernements de la Lombardie et de la Vénétie sont divisés en dix-sept provinces. Chaque province est administrée par une délégation provinciale créée pour la première fois le 1er février 1816.
| Provinces lombardes - Province de Milan - Province de Bergame - Province de Brescia - Province de Côme - Province de Crémone - Province de Lodi et Crema - Province de Mantoue - Province de Pavie - Province de Sondrio | Provinces vénitiennes - Province de Venise - Province de Belluno - Province de Padoue - Province de Rovigo - Province de Trévise - Province de Vérone - Province de Vicence - Province d'Udine |

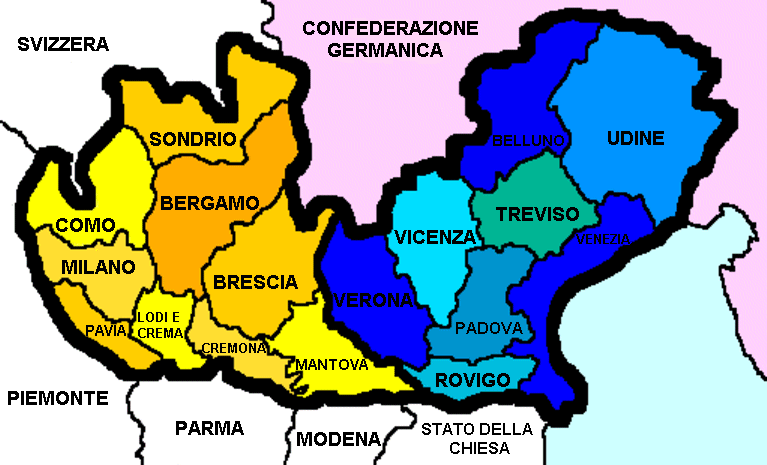
Le découpage du royaume en provinces.

Chaque province est divisée en districts, 127 en Lombardie et 91 en Vénétie. Chaque district est divisé en communes, cellule de base de l'administration publique. Selon la population, les communes appartiennent à trois classes;
- les communes de première classe, dont le chef-lieu est contrôlé directement par la délégation provinciale, ont un conseil communal d'un maximum de 60 membres,
- les communes de seconde classe, dotées d'un conseil communal d'au moins 30 membres et administrées par un chancelier du patrimoine,
- les communes de troisième classe, les plus petites qui sont dirigées par une assemblée de propriétaires qui se réunit une fois l'an en présence du chancelier du patrimoine pour nommer les fonctionnaires et approuver le bilan. Pendant le reste de l'année, trois propriétaires sont délégués aux affaires courantes.

### Organisation judiciaire
Chaque chef-lieu provincial est le siège d'un tribunal de premier grade alors que dans les deux centres régionaux Milan et Venise sont présentes deux cours d'appel. Au sommet du système se trouve le Sénat, la cour de cassation du royaume qui est située à Vérone.

## Langue du royaume
La langue officielle du royaume est l'Italien, langue qui est enseignée dès l'école élémentaire qui est obligatoire et gratuite pour tous les enfants du royaume.
La population parlait habituellement des langues locales : lombard, vénitien, frioulan et ladin. Il y avait une population composée de 2 % de minorité[pas clair] de langue allemande dans les provinces de Vicence, de Belluno, et de langue slovène dans la province d'Udine.

## Sources
- (it) Cet article est partiellement ou en totalité issu de l’article de Wikipédia en italien intitulé « Regno Lombardo-Veneto » (voir la liste des auteurs).